# Füzérkajata
Füzérkajata is een plaats (község) en gemeente in het Hongaarse comitaat Borsod-Abaúj-Zemplén. Füzérkajata telt 145 inwoners (2001).